# Lungmaneter
Lungmaneter (Rhizostomeae) är en ordning i nässeldjursklassen maneter. Lungmaneter saknar fångsttrådar och medusan har åtta munarmar. Det finns omkring 80 beskrivna arter, varav de flesta förekommer i varma hav. I Atlanten utanför Europas kuster förekommer lungmaneten (Rizosthoma pulmo) och i Medelhavet finns arten Cotylorhiza tuberculata. 
En del arter av lungmaneter som förekommer i grunda hav lever nära havsbotten och har den egenheten att de lever med klockan riktad nedåt och munarmarna uppåt, exempelvis Cassiopeia xamachana och Cassiopea andromeda. Orsaken till att dessa lungmaneter lever upp och ner är att de utvecklat ett symbiotiskt förhållande till fotosyntetiserande encelliga alger, så kallade zooxanteller, vilka finns i blåsliknande strukturer kring manetens mun. Maneten får delar av sitt näringsbehov täckt genom algernas fotosyntes och genom att maneten vänder sig upp och ner nås algerna av mer ljus. 
Lungmaneter som lever fritt i vattnet, exempelvis Rizosthoma pulmo, kännetecknas ofta av att de har en jämförelsevis hög klocka. För Rizosthoma pulmo har individer med en storlek på upp till 90 centimeter tvärs över klockan observerats.

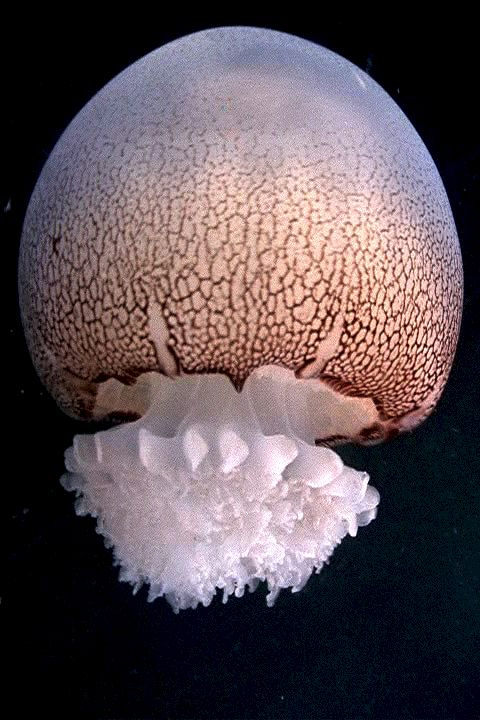
Stomolophus meleagris
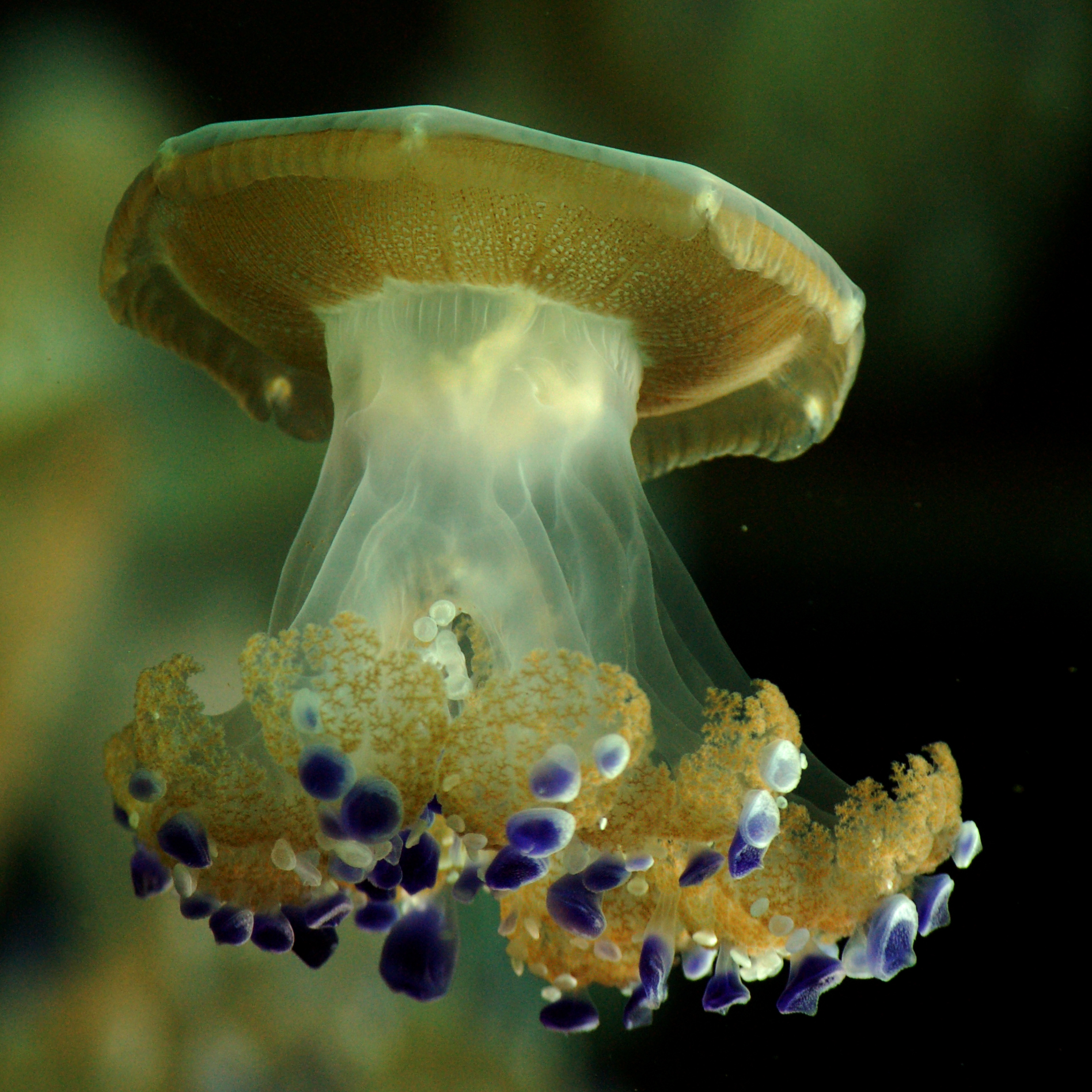
Cotylorhiza tuberculata
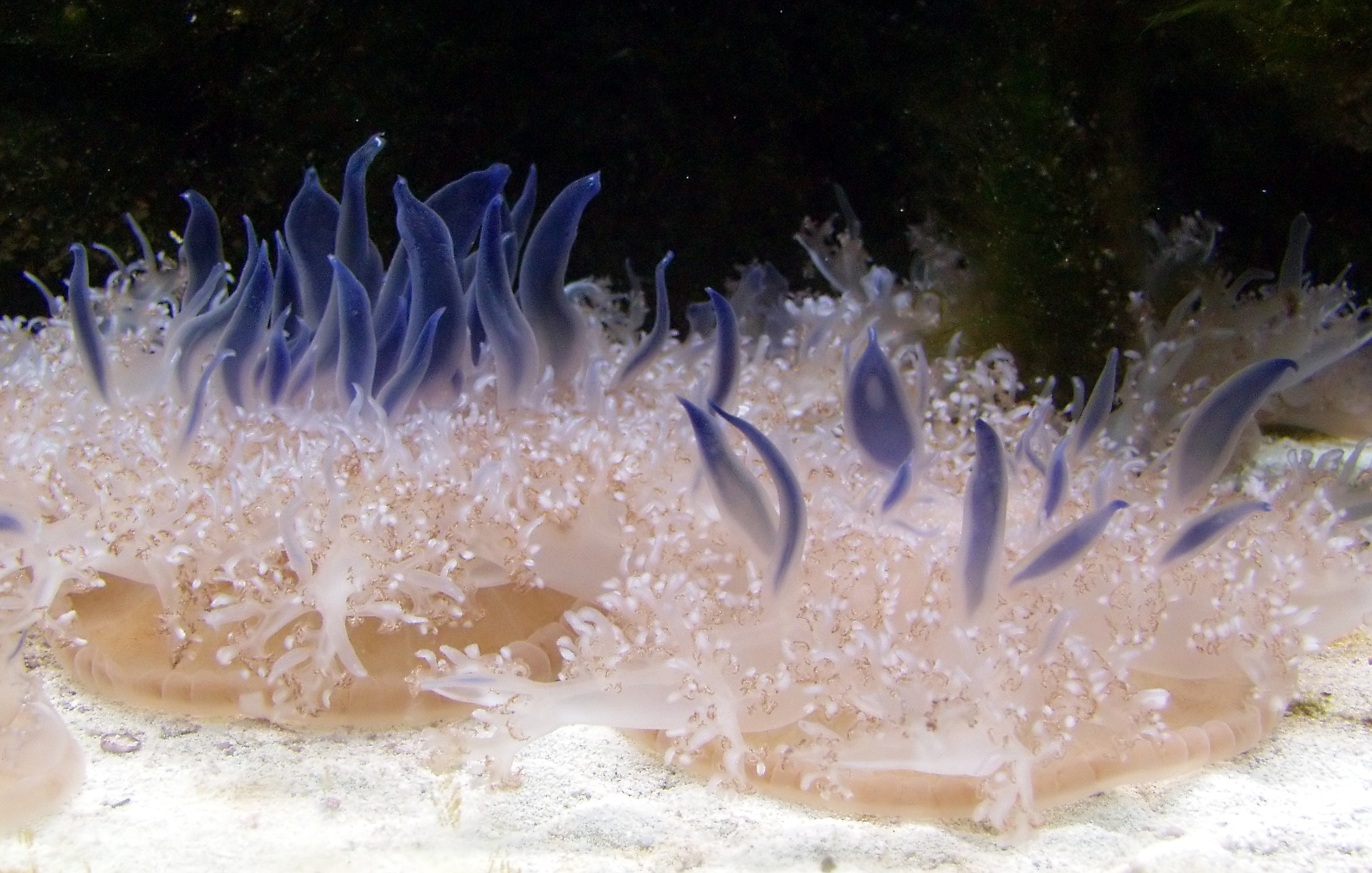
Cassiopea andromeda